# Museu de Aviação de Fort Worth
O Museu de Aviação de Fort Worth é um museu de aviação situado ao lado do Aeroporto Internacional de Meacham, em Fort Worth, Texas. O museu foi reaberto em 2013 e era anteriormente conhecido como o Veterans Memorial Air Park.